# Webspinners
Webspinners (Embioptera) of tarsspinners vormen een kleine orde van tropische of subtropische insecten. Er zijn meer dan 400 soorten beschreven, verdeeld over elf families. De soorten lijken sterk op elkaar. Ze hebben lange, flexibele lichamen, korte poten en alleen mannetjes ontwikkelen vleugels. Webspinners horen bij de Exopterygota: ze hebben een onvolledige gedaanteverwisseling, waarin ze zich geleidelijk ontwikkelen via een aantal nymfale stadia.
Webspinners zijn sociale insecten en leven in ondergrondse nesten die ze van fijne zijde spinnen uit klieren op hun voorpoten. De kolonies worden vooral bewoond door vrouwtjes en de nakomelingen; volwassen mannetjes sterven kort na het paren. De mannetjes van sommige soorten webspinners zijn gevleugeld en kunnen zich over grotere afstanden verplaatsen. Pas gepaarde vrouwtjes kunnen de kolonie verlaten en op zoek gaan naar een ander nest in de buurt. Soms trekken webspinners rond om voedsel te zoeken, maar over het algemeen wagen de insecten zich zelden buiten hun gangenstelsels.

## Beschrijving
Webspinners vormen een zeer uitgesproken en uniforme groep. De verschillende soorten zijn slank gebouwd en lijken in wezen op een kruising tussen een steenvlieg en een wandelende tak: twee insectengroepen waar de webspinners nauw aan verwant zijn. De mannetjes zijn enigszins afgeplat; nimfen en wijfjes zijn rolrond. Webspinners blijven klein; de meeste soorten zijn tussen 4 en 7 mm lang.

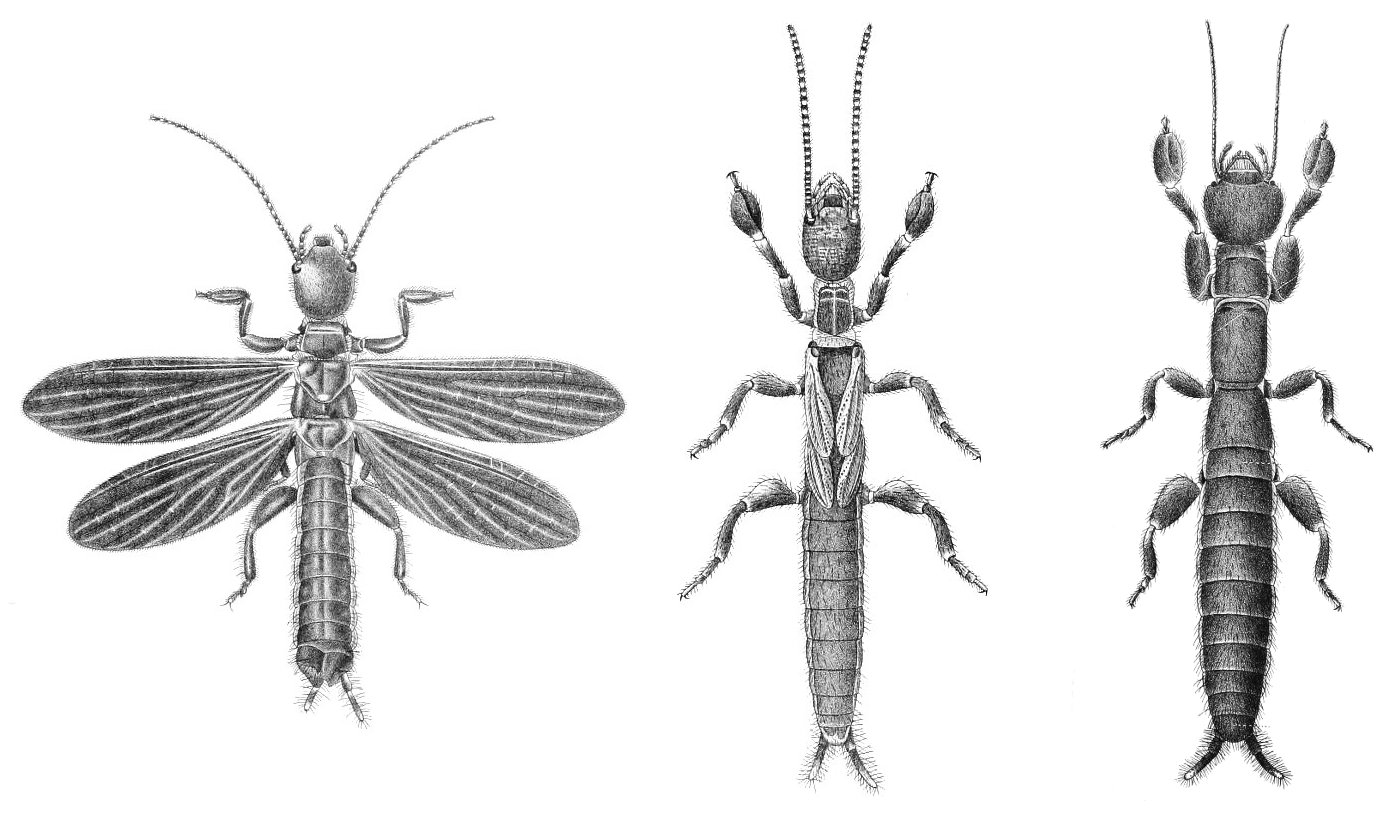
Tekening van Embia major. Een gevleugeld mannetje, mannelijke nimf en volwassen vrouwtje. Door Augustus Daniel Imms, 1913

Het abdomen is tienledig en draagt een paar tweeledige cerci; veelal zijn deze cerci asymmetrisch bij de mannetjes. Bij de wijfjes zijn de aanhangsels van het abdomen altijd symmetrisch. Cerci zijn zeer gevoelig en worden gebruikt om in het nest te navigeren.
De antennes zijn draadvormig, ocelli ontbreken, monddelen zijn bijtend en de kop eindigt spits. De poten zijn kort en dik, de femora ('dijen') van de achterpoten zijn extra verdikt. De tarsi zijn drieledig, die van de voorpoten met verdikte metatarsus en voorzien van spinselklier en holle spinharen. Mannetjes zijn meestal gevleugeld, soms met rudimentaire vleugels en soms zonder, wijfjes zijn altijd vleugelloos. Alleen mannetjes worden weleens gezien; ze zijn de enigen die vleugels hebben en door licht worden aangetrokken.

## Levenswijze
De wetenschappelijke naam Embioptera betekent beweeglijke (embio) vleugels (Ptera) maar sloeg waarschijnlijk alleen op de eerst beschreven (mannelijke) exemplaren. De webspinners danken de Nederlandse naam aan hun intrigerende levenswijze. Met de spinklieren op de voorpoten wordt een zijde-achtig spinsel geproduceerd dat wordt gebruikt voor het maken van een ondergronds, web-achtig nest waar de dieren in leven. Ze komen er vrijwel nooit uit en verspreiden zich ondergronds door het nest uit te breiden met het spinsel.
Het zijn voornamelijk de nimfen die nesten maken, de volwassen vrouwtjes en mannetjes nemen waarschijnlijk geen voedsel meer op en leven niet lang. Gevleugelde mannetjes zijn alleen bezig met het zoeken naar een vrouwtje. De verschillende soorten houden zich met variërend plantaardig materiaal in leven als boomschors, bladeren of (korst)mossen.
Webspinners zijn alleen al vanwege hun vermogen om met de voorpoten spinsel aan te maken een unieke orde. Bij geen enkel exemplaar uit een andere insectengroep, zowel levend als fossiel, is dit ooit waargenomen. Vermoed wordt dan ook dat de Embioptera lid zijn van een gespecialiseerde groep insecten waarvan er geen andere leden meer zijn. Een voorbeeld van deze specialisatie is dat de insecten net zo vlot voor- als achteruit door hun tunnels rennen, en ze niet hoeven om te keren.

## Evolutie

### Fossielenbestand
Fossielen van webspinners zijn zeldzaam. De groep verscheen waarschijnlijk voor het eerst tijdens het Jura. De oudst bekende fossielen, Sinembia rossi en Juraembia ningchengensis, dateren uit het Midden-Jura en werden beschreven in 2009. Het vrouwtje van J. ningchengensis had vleugels. Vermoed wordt dat zowel de mannetjes als de vrouwtjes bij voorouderlijke webspinners gevleugeld waren. De meeste fossiele webspinners zijn aangetroffen in barnsteen uit het midden-Eoceen.

### Fylogenie
Wereldwijd zijn meer dan 400 soorten webspinners beschreven. Deze soorten zijn verdeeld over 11 families beschreven, waarvan het grootste deel in tropische werelddelen leeft. Geschat wordt dat er wel 2000 soorten op dit moment in leven zijn.
De externe fylogenie van de webspinners staat nog onder discussie. De recent voorgestelde orde Polyneoptera werd in 2007 geclassificeerd als een zustergroep voor zowel Zoraptera (engelinsecten) als Phasmatodea (wandelende takken). De positie van de webspinners binnen deze orde, werd onderbouwd door een fylogenetische analyse in 2012. In dit onderzoek werd rekening gehouden met zowel morfologische en moleculaire gegevens. Onderstaand cladogram toont de bevindingen.
|  | Orthoptera (krekels, sprinkhanen)                                                            |
|  |                                                                                              |
|  | \| \| Phasmatodea (wandelende takken) \| \| \| \| \| \| Embioptera (webspinners) \| \| \| \| |
|  |                                                                                              |
|  | Phasmatodea (wandelende takken)                                                              |
|  |                                                                                              |
|  | Embioptera (webspinners)                                                                     |
|  |                                                                                              |

|  | Phasmatodea (wandelende takken) |
|  |                                 |
|  | Embioptera (webspinners)        |
|  |                                 |

|  | Orthoptera (krekels, sprinkhanen)                                                            |
|  |                                                                                              |
|  | \| \| Phasmatodea (wandelende takken) \| \| \| \| \| \| Embioptera (webspinners) \| \| \| \| |
|  |                                                                                              |
|  | Phasmatodea (wandelende takken)                                                              |
|  |                                                                                              |
|  | Embioptera (webspinners)                                                                     |
|  |                                                                                              |

|  | Phasmatodea (wandelende takken) |
|  |                                 |
|  | Embioptera (webspinners)        |
|  |                                 |

|  | Orthoptera (krekels, sprinkhanen)                                                            |
|  |                                                                                              |
|  | \| \| Phasmatodea (wandelende takken) \| \| \| \| \| \| Embioptera (webspinners) \| \| \| \| |
|  |                                                                                              |
|  | Phasmatodea (wandelende takken)                                                              |
|  |                                                                                              |
|  | Embioptera (webspinners)                                                                     |
|  |                                                                                              |

|  | Phasmatodea (wandelende takken) |
|  |                                 |
|  | Embioptera (webspinners)        |
|  |                                 |

|  | Orthoptera (krekels, sprinkhanen)                                                            |
|  |                                                                                              |
|  | \| \| Phasmatodea (wandelende takken) \| \| \| \| \| \| Embioptera (webspinners) \| \| \| \| |
|  |                                                                                              |
|  | Phasmatodea (wandelende takken)                                                              |
|  |                                                                                              |
|  | Embioptera (webspinners)                                                                     |
|  |                                                                                              |

|  | Phasmatodea (wandelende takken) |
|  |                                 |
|  | Embioptera (webspinners)        |
|  |                                 |

## Taxonomie
- Familie Andesembiidae - Ross, 2003
- Familie Anisembiidae - Davis, 1940[6]
- Familie Archembiidae - Ross, 2001
- Familie Australembiidae - Ross, 1963[7]
- Familie Clothodidae - Tillyard, 1937[8]
- Familie Embiidae - Burmeister, 1839
- Familie Embonychidae - Navás, 1917[9]
- Familie Notoligotomidae - Davis, 1940[6]
- Familie Oligotomidae - Enderlein, 1909
- Familie Paedembiidae - Ross, 2006
- Familie Teratembiidae - Krauss, 1911
- Familie Sinembiidae  † - Huang & Nel, 2009
- Familie Sorellembiidae  † - Engel & Grimaldi, 2006
- Incertae sedis: Geslacht Condylopalma Sundevall, 1847

Alle soorten zijn te vinden op de lijst van webspinners.